# 罗氏酯
罗氏酯是一种有机化合物，化学式为C5H10O3，化学名3-羟基-2-甲基丙酸甲酯（methyl 3-hydroxy-2-methylpropionate），由于存在一个手性中心而存在两个对映异构体，常用于许多药物的有机合成。